# افتخارات تیم ملی والیبال ایران

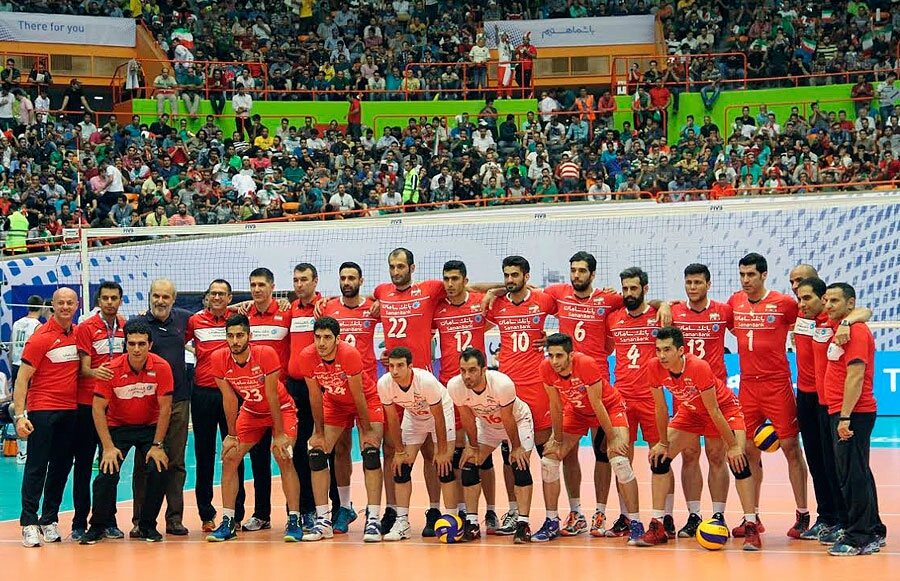
تیم ملی والیبال ایران در سال ۲۰۱۵

پیشینهٔ افتخارات تیم ملی والیبال ایران در قهرمانی جهان، جام جهانی والیبال، جام بزرگ قهرمانان جهان، لیگ جهانی والیبال، لیگ ملت‌ها، بازی‌های المپیک تابستانی، قهرمانی ملت‌های آسیا، بازی‌های آسیایی، جام کنفدراسیون آسیا، یونیورسیاد و بازی‌های همبستگی اسلامی به تفکیک فهرست شده است.
تیم ملی والیبال مردان ایران توانسته شش بار به قهرمانی جهان و دو بار به المپیک صعود کند.
تیم ملی ایران تاکنون چهار بار قهرمان و سه بار نایب قهرمان قهرمانی ملت‌های آسیا شده است.

## مسابقات رسمی

### قاره‌ای
- جام جهانی: قهرمانی: ۲ دوم: ۰ سوم: ۰
- قهرمانی ملت‌های آسیا
  - قهرمان: ۲۰۱۱، ۲۰۱۳، ۲۰۱۹، ۲۰۲۱
  - نایب قهرمان: ۲۰۰۹، ۲۰۱۵، ۲۰۲۳
  - مقام سوم: ۲۰۰۳
- بازی‌های آسیایی
  -  مدال طلا: ۲۰۱۴، ۲۰۱۸،  ۲۰۲۲
  -  مدال نقره: ۲۰۱۰، ۲۰۰۲، ۱۹۵۸،
  -  مدال برنز: ۱۹۹۶
- جام کنفدراسیون آسیا
  - قهرمان: ۲۰۰۸، ۲۰۱۰، ۲۰۱۶
  - نایب قهرمان: ۲۰۱۸ †، ۲۰۱۸ †

† تیم ملی ب

### منطقه‌ای
- بازی‌های غرب آسیا
  - نایب قهرمان: ۲۰۰۵
- بازی‌های همبستگی اسلامی
  - قهرمان: ۲۰۰۵، ۲۰۱۳ †، ۲۰۱۷ †† ۲۰۲۱ قونیه (تیم ب)

† تیم ملی ب
†† تیم ملی زیر ۲۱ سال

### بین‌قاره‌ای (بین‌المللی) جام جهانی
- المپیک تابستانی
  - پنجم: ۲۰۱۶
- جام بزرگ قهرمانان جهان
  -  مقام سوم: ۲۰۱۷
  - مقام چهارم: ۲۰۱۳
- لیگ جهانی
  - مقام چهارم: ۲۰۱۴
- یونیورسیاد
  - قهرمان:  ۲۰۱۷

## مسابقات دوستانه
- یادبود هوبرت جرزی واگنر:
  - مقام سوم:۲۰۲۲

مقام چهارم: ۲۰۱۲، ۲۰۱۵
- جام ریاست جمهوری قزاقستان:
  - قهرمان: ۲۰۰۷، ۲۰۱۱، ۲۰۱۴ ††
- تورنمنت بین‌المللی چجیانگ چین:
  - قهرمان: ۲۰۱۲
- تورنمنت بین‌المللی اسلونی:
  - قهرمان: ۲۰۱۱
  - مقام چهارم: ۲۰۱۸
- تورنمنت بین‌المللی اتریش:
  - نایب قهرمان: ۲۰۱۱
- تورنمنت بین‌المللی پهلوی:
  - قهرمان: ۱۹۷۷
- جام جمهوریت ترکیه:
  - نایب قهرمان: ۱۹۶۲، ۱۹۶۴
- جام شیخ راشد:
  - قهرمان: ۲۰۰۷ †
- تورنمنت بین‌المللی قطر:
  - مقام سوم: ۲۰۱۲

† تیم ملی زیر ۲۱ سال
†† تیم ملی زیر ۲۳ سال